# Suka Sándor
Suka Sándor (Lupény, Román Királyság, 1921. január 1. – Budapest, Magyarország, 1993. szeptember 17.) Jászai Mari-díjas magyar színművész, érdemes művész és kiváló művész

## Életpályája
Édesapja bányatisztviselő volt. Marosvásárhelyen tanult bútorkészítést. Később Kolozsváron élt. 1942-ben került a csepeli Weiss Manfréd gyárba. Itt a háború után műszaki rajzoló és kulturális vezető volt. Csepelen a szabadtéri színpadon szerepelt színielőadásokban. 1953-ban végzett a Színház- és Filmművészeti Főiskolán, és a Nemzeti Színház társulatához szegődött. 1971-1984 között a fővárosi Operettszínház tagja volt, 1986-tól ismét a Nemzetiben játszott haláláig. Számos filmben és tévéjátékban szerepelt, mind tragikus, mind komikus szerepekben megállta a helyét. Első filmes szerepe Könye megformálása volt az 1951-ben készült Gyarmat a föld alatt című játékfilmben. Szép Ágoston volt utolsó filmes szerepe a Família Kft. című tévésorozatban.

## Színpadi szerepek

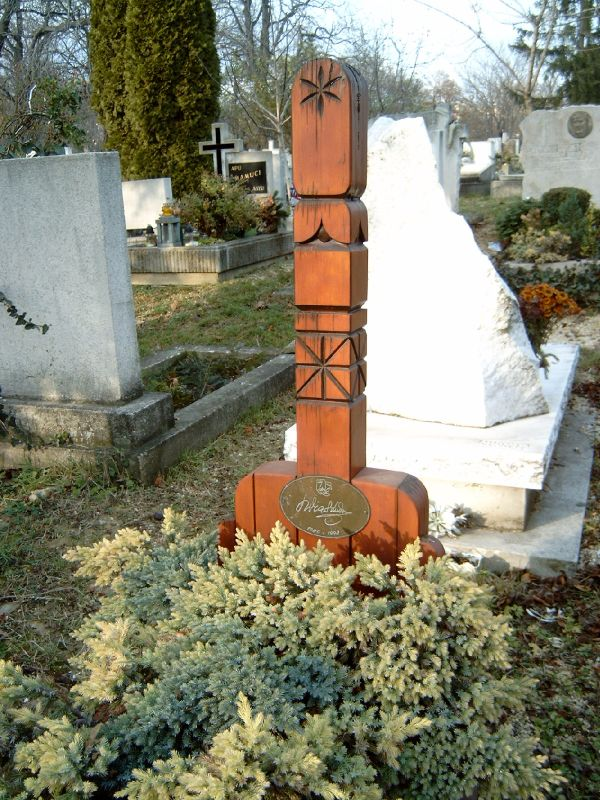
Suka Sándor sírja Budapesten. Farkasréti temető: 25-6-13/1.

- Shakespeare: Szentivánéji álom... Zuboly
- Shakespeare: Tévedések vígjátéka... Angelo
- Goldoni: Két úr szolgája... Truffaldino
- Vörösmarty Mihály: Csongor és Tünde... Berreh
- Molière: Tartuffe... Cléante
- Brecht: Galilei élete... Galilei
- Németh László: Galilei... Írnok
- Szép Ernő: Vőlegény... Fater
- Kálmán Imre: A csárdáskirálynő... Miska
- Kálmán Imre: A cirkuszhercegnő... Nagyherceg
- Kacsóh Pongrác: János vitéz... A francia király
- Ifj. Johann Strauss: A denevér... Frosch
- Jacobi Viktor: Sybill... Kormányzó
- Jacobi Viktor: Leányvásár... Rottenberger gróf
- Fényes Szabolcs: A kutya, akit Bozzi úrnak hívtak... Pietro
- Lerner – Loewe: My Fair Lady... Doolittle
- Kander – Ebb: Kabaré... Schultz úr
- Lehár Ferenc: Luxemburg grófja... Sir Basil
- Molière: A nők iskolája... Közjegyző
- Mesterházi Lajos: Üzenet... Pedáns
- Shakespeare: III. Richárd... I. Polgár
- Molière: Az úrhatnám polgár... Tánctanár
- Broadwater – Hecht – McArthur: Rendkívüli kiadás... Scoops
- Shakespeare: Athéni Timon... Festő

## Magyar Rádió
- Kemény Egon - Ignácz Rózsa - Soós László - Ambrózy Ágoston: „Hatvani diákjai” (1955) Rádiódaljáték 2 részben. Szereplők: Hatvani professzor – Bessenyei Ferenc, Kerekes Máté – Simándy József, női főszerepben: Petress Zsuzsa, további szereplők: Mezey Mária, Tompa Sándor, Sinkovits Imre, Zenthe Ferenc, Bende Zsolt, Horváth Tivadar, Kovács Károly, Kőváry Gyula, Hadics László, Gózon Gyula, Csákányi László, Dénes György, Csukás - Suka Sándor és mások. Zenei rendező: Ruitner Sándor. Rendező: Molnár Mihály és Szécsi Ferenc. A Magyar Rádió (64 tagú) Szimfonikus Zenekarát Lehel György vezényelte, közreműködött a Földényi-kórus 40 tagú férfikara. CD-újdonság, a patinás rádiófelvétel (1955) 21. századi korszerű zenehallgatáshoz alakított felújítása. Fordulatos, 18. század végi történet, középpontban a Debreceni Kollégiumban Hatvani István tudós professzorral és diákjaival, romantikus szerelmi szállal és nem kevés császári intrikával. Kemény Egon zenei tehetségével korhűen idézi fel a nagy hagyományú magyar iskola szellemiségét, a Kántust, az ősi magyar diákélethez fűződő tréfákat, a büszke civisváros társasági életét, a dialógusokkal és a dalszövegekkel a daljáték nemes szórakozásban részesíti a hallgatót. A művészeti élet szenzációja volt, hogy a Hatvani diákjaiban játszott először prózai szerepet is az operaénekes Simándy József  és a színész, Bessenyei Ferenc először énekelt daljátékszerepben a Magyar Rádióban. Kemény Egon életműve sorozat, CD 1. –  az MTVA támogatásával, 2019. www.kemenyegon.hu

## Filmjei

### Játékfilmek
- Gyarmat a föld alatt (1951) – Könye
- Rákóczi hadnagya (1953) – Az egyik falusi rétén, aki tömlöcbe kerül bujtogatásért
- 2×2 néha 5 (1954) – Rádiós a repülőknél
- Budapesti tavasz (1955) – Kassai (nyilas) VI.
- A szánkó (1955, rövid játékfilm)
- Körhinta (1955) – Czigány Márton
- Az eltüsszentett birodalom (1956)[5]
- A császár parancsára (1957) – Francia katona
- A nagyrozsdási eset (1957)[6] – Sanyi, pincér
- Bolond április (1957) – Sztetelay
- Csendes otthon (1957) – Jenő, egy lakó a házban
- A szökevény (1958, rövid játékfilm)
- Csempészek (1958) – Román határőr
- Fekete szem éjszakája (1958)
- Lángok (1958)
- Tegnap (1958)
- Égrenyíló ablak (1959) – Huszár művezető
- Kölyök (1959) – Főhadnagy
- Merénylet (1959)
- Szerelem csütörtök (1959)
- Alázatosan jelentem (1960)
- Csutak és a szürke ló (1960) – Kati édesapja
- Egy régi villamos (1960)
- Hosszú az út hazáig (1960)
- Két emelet boldogság (1960) – Ápoló
- Valóság és álom (1960, rövid játékfilm)
- Az ígéret földje (1961)
- Két félidő a pokolban (1961) – Koczina
- Májusi fagy (1961)
- Mindenki ártatlan? (1961)
- Puskák és galambok (1961)
- Fagyosszentek (1962)
- Legenda a vonaton (1962) – Szerb
- Mici néni két élete (1962) – Fiatal orvos
- Karambol (1963) – Terpinkó sógora
- Déltől hajnalig (1964) – Tiszt III.
- Kár a benzinért (1964) – Vizsgabiztos
- Miért rosszak a magyar filmek? (1964)
- Nem (1965) – Éva apja
- Butaságom története (1965) – Színész
- Minden kezdet nehéz 1-2. (1966, rendhagyó magyar film) – Kemény (Pistuka) István, kiváló dolgozó
- Egy magyar nábob (1966) – Muzsikus cigány
- Hideg napok (1966) – Vasutas
- A koppányi aga testamentuma (1967) – Dellini
- Bolondos vakáció (1967) – Rendőr
- A hamis Izabella (1968) – Munkavezető
- A holtak visszajárnak (1968) – Kalauz
- A veréb is madár (1968) – Rendőrtiszt
- Hazai pálya (1968) – Szurkoló
- A halhatatlan légiós, akit csak péhovárdnak hívtak (1970) – Mérnök
- Gyula vitéz télen-nyáron (1970) – Gál
- Szerelmi álmok – Liszt 1-2. (1970) – Joseph Haydn, osztrák zeneszerző
- Utazás a koponyám körül (1970) – Hentes I.
- Lila akác (1972) – Leo, zongorista
- Nápolyt látni és… (1972) – Somogyi
- A szerelem hétköznapjai (1973, rövid játékfilm)
- Ártatlan gyilkosok (1973) – Szuhay „nyomozó”
- A néma dosszié (1977) – Vendéglős

### Tévéfilmek, televíziós sorozatok
- A házasságok a földön köttetnek (1961) – Huszár Kálmán
- Autókaland (1962)
- És Ön mit tud? (1962)
- Hagymácska (1962) – Vakond
- Az attasé lánya (1962) – Hornyák
- Ezer év (1963) – Katona Gyula
- Rendszáma ismeretlen (1963)
- Két találkozás (1964)
- Nagymama, nagymama… (1964)
- Vízivárosi nyár (1964) – Hetedik rab
- Kristóf, a magánzó (1965) – Trafikos
- Svéd gyufa (1965)
- Az asszony és az igazság (1966) – Orvosszakértő
- Igen-nem királykisasszony (1966) – Lovag Lipót
- Kártyások (1966) – Svohnyev
- Látszat és valóság (1966)
- Othello Gyulaházán (1966) – Simon
- Tűvétevők (1966)[7] – Vőfély II.
- Vidám vasárnap (1966)
- A szerelem ára (1967)
- Budapesten harcoltak (1967)
- Kutyaszerencse (1967)
- Mondd a neved (1967)
- Nyaralók (1967)
- A sofőr visszatér (1968)
- Az aranykesztyű lovagjai 1-5. (1968) – George Cunning, taxisofőr
- Fal a baloldalon (1968) – Miguel
- Isten óvd a királyt (1968)
- Levelek Margitnak (1968)
- Szende szélhámosok (1968) – Papa
- 7 kérdés a szerelemről (és 3 alkérdés) (1969) – Gáti Pál
- Kedd, szerda, csütörtök (1969)
- Őrjárat az égen 1-4. (1969) – Regős János
- Volt egyszer egy borbély (1969)
- A revizor (1970)
- Egy önérzet története (1970)
- Kéktiszta szerelem (1970)
- Sose fagyunk meg (1970) – Keserű
- Uborkafa (1970) – Kóbor bácsi
- Üvegkalitka (1970)
- A fekete város 1-7. (1971 [1972 mozifilmként]) – Tőzsér
- Das falsche Gewicht (1971) – Dr. Kionower
- Tyúkfürösztés (1971) – Bezzegh István
- Vargabetű (1971)
- Kiskirályok 1-2. (1972) – Nyomozó
- Keménykalap és krumpliorr 1-4. (1973 [1978 mozifilmként]) – Hudák bácsi
- Gräfin Mariza (1974) – Friseur
- Tigrisugrás (1974)
- Zenés TV Színház (1974-1983)

- A mikádó (1974) – Mikádó
- Boccaccio (1978) – Scalza, a borbély
- Mi muzsikus lelkek (1981) – Hubay; Gárdos; Zerkovitz papa
- A corneville-i harangok (1983) – Bíró
- Karancsfalvi szökevények (1976)
- Kolduskaland (1977) – Hólag úr, a borbély
- Sir John Falstaff (1977) – Balga
- A TV a zene otthona (1978) – Anthony Rick másodhegedű
- Házikoncert (1978)
- Második otthonunk 4-5. (1978)
- Csak egy csap (1979) – Flippinger
- Fogfájás (1979)
- Sértés (1979 [1982 mozifilmként]) – Az öreg
- Az isztambuli vonat 1-4. (1980) – Dr. Juszt Géza
- Századunk (1980) – Bethlen István
- Irány Caracas (1982) – Sulc úr
- Oktogon (1989) – Nagypapa
- Família Kft. I-III. (1991-1993) – Szép Ágoston (Károly apja)

### Rajz-, báb- és animációs filmek
- A kiskakas gyémánt félkrajcárja (1951) – Burkus királyfi (hang)
- Mézga Aladár különös kalandjai (1972) – Csillagász I.; 3003-as (hang)
- Kérem a következőt! (1973-1983) – Vakond (első-két évadban); Gödény; Ürge (hang)
- Lúdas Matyi (1976) – Puskatöltögető (hang)
- Frakk, a macskák réme III-IV. (1978-1985) – Károly bácsi (hang)
- Vakáción a Mézga család (1978) – Kukás (hang)
- Misi Mókus kalandjai (1980 [1982 mozifilmként]) – Parkőr; Apa-pirra-soka-tir (hang)
- Háry János (1983) – Napóleon (hang)
- Szaffi (1984) – Savoyai Jenő (hang)
- Csillagvitéz (1987) – Kasznár (hang)
- Varjúdombi meleghozók (1988) – Nyúlapó (hang)
- Vili, a veréb (1989) – Zsozsó (hang)

## Szinkronszerepei

### Filmek
| Év   | Cím                                                                | Szereplő                           | Színész                  | Szinkron év |
| ---- | ------------------------------------------------------------------ | ---------------------------------- | ------------------------ | ----------- |
| ?    | A kalmár                                                           | Lysimachus                         | Roland Richter           | 1981        |
| 1935 | Eladó kísértet                                                     | Ed Bigelow                         | Ralph Bunker             | 1979        |
| 1937 | A nagy ábránd                                                      | Demolder                           | Sylvain Itkine           | 1978        |
| 1937 | Az ötödik esküdt                                                   | Lurette                            | Julien Carette           | 1978        |
| 1938 | A pék felesége                                                     | Pétugue                            | Julien Maffre            | 1972        |
| 1939 | Asszonylázadás                                                     | Lem Claggett                       | Tom Fadden               | 1980        |
| 1940 | Boszorkánykonyha                                                   | N/A                                | N/A                      | 1984        |
| 1940 | Hosszú az út haza (1. magyar szinkron)                             | Cocky                              | Barry Fitzgerald         | 1981        |
| 1942 | Fosztogatók                                                        | N/A                                | N/A                      | 1980        |
| 1942 | Lenni vagy nem lenni (2. magyar szinkron)                          | Dobosh úr, a producer              | Charles Halton           | 1979        |
| 1942 | Tarzan 06.: Tarzan New Yorkban (1. magyar szinkron)                | Pincér                             | N/A                      | 1980        |
| 1943 | Akiért a harang szól                                               | N/A                                | N/A                      | 1969        |
| 1943 | Madame Curie                                                       | N/A                                | N/A                      | 1964        |
| 1944 | Arzén és levendula                                                 | Dr. Einstein                       | Peter Lorre              | 1970        |
| 1945 | Szerelmek városa                                                   | Színházigazgató                    | Marcel Pérès             | 1985        |
| 1946 | A félkegyelmű                                                      | N/A                                | N/A                      | 1974        |
| 1946 | Még öt perc az élet                                                | N/A                                | N/A                      | 1976        |
| 1947 | Hallgatni arany                                                    | Célestin, Madeleine apja           | Roland Armontel          | 1979        |
| 1948 | A repülő szekrény (1. magyar szinkron)                             | N/A                                | N/A                      | 1981        |
| 1948 | Mexikói kalandos út                                                | N/A                                | N/A                      | 1976        |
| 1950 | A varieté fényei                                                   | N/A                                | N/A                      | 1964        |
| 1950 | Casimir                                                            | N/A                                | N/A                      | 1974        |
| 1951 | A Revű hajó                                                        | Andy Hawks kapitány                | Joe E. Brown             | 1989        |
| 1951 | Jó napot, elefánt!                                                 | Sabu tolmácsa                      | N/A                      | 1978        |
| 1951 | Őfelsége kapitánya                                                 | Polwheal                           | Richard Hearne           | 1970        |
| 1952 | A gőgös hercegnő                                                   | A hoppmester                       | Oldrich Dedek            | 1963        |
| 1952 | Királylány a feleségem                                             | Szállásmester                      | Noël Roquevert           | 1969        |
| 1953 | A kis Muck története (2. magyar szinkron)                          | Mágus                              | Charles Hans Vogt        | 1978        |
| 1953 | Egymillió fontos bankjegy (2. magyar szinkron)                     | N/A                                | N/A                      | 1988        |
| 1953 | Kenyér, szerelem, fantázia (első-két magyar szinkron)              | Don Emidio plébános                | Virgilio Riento          | 1965        |
| 1953 | Kenyér, szerelem, fantázia (első-két magyar szinkron)              | Don Emidio plébános                | Virgilio Riento          | 1978        |
| 1953 | Tokiói történet (2. magyar szinkron)                               | Shukichi Hirayama                  | Rjú Csisú                | 1983        |
| 1954 | Kenyér, szerelem, féltékenység (első-két magyar szinkron)          | Don Emidio, plébános               | Virgilio Riento          | 1967        |
| 1954 | Kenyér, szerelem, féltékenység (első-két magyar szinkron)          | Don Emidio, plébános               | Virgilio Riento          | 1978        |
| 1954 | Édentől keletre                                                    | Gustav Albrecht                    | Harold Gordon            | 1972        |
| 1955 | A bigámista                                                        | N/A                                | N/A                      | 1978        |
| 1955 | Figaró, a sevillai borbély                                         | Mendez úr                          | Carlo Campanini          | 1976        |
| 1955 | Kenyér, szerelem és…                                               | Don Emidio, plébános               | Virgilio Riento          | 1978        |
| 1955 | Sissi 1.: Sissi, a magyarok királynéja                             | Ferenc Károly főherceg             | Erich Nikowitz           | 1991        |
| 1956 | Átkelés Párizson (első-két magyar szinkron)                        | Jambier, a hentes                  | Louis de Funès           | 1958        |
| 1956 | Átkelés Párizson (első-két magyar szinkron)                        | Jambier, a hentes                  | Louis de Funès           | 1980        |
| 1956 | Gazdagok és szerelmesek                                            | Lordék komornyikja                 | Richard Garrick          | 1992        |
| 1956 | Jó napot, doktor!                                                  | N/A                                | N/A                      | 1961        |
| 1956 | Sissi 2.: Sissi, az ifjú császárné                                 | Ferenc Károly főherceg             | Erich Nikowitz           | 1991        |
| 1957 | Fájdalom nélkül                                                    | A. Bastid doktor                   | Henri Arius              | 1982        |
| 1957 | Sissi 3.: Sissi – Sorsdöntő évek                                   | Ferenc Károly főherceg             | Erich Nikowitz           | 1991        |
| 1957 | Tisztes úriház (1. magyar szinkron)                                | Théophile Vabre                    | Jacques Grello           | 1961        |
| 1957 | Tizenkét dühös ember (első-két magyar szinkron)                    | Első esküdt                        | Martin Balsam            | 1959        |
| 1957 | Tizenkét dühös ember (első-két magyar szinkron)                    | Első esküdt                        | Martin Balsam            | 1965        |
| 1958 | A férfi is tolvaj, a nő is tolvaj                                  | Nyomdász                           | Fausto Guerzoni          | 1980        |
| 1958 | A megbilincseltek (1. magyar szinkron)                             | Solly                              | King Donovan             | 1966        |
| 1958 | A nyomorultak                                                      | Doktor                             | François Darbon          | 1959        |
| 1958 | A nyomorultak                                                      | N/A                                | N/A                      | 1959        |
| 1958 | A törvény                                                          | Tonio                              | Paolo Stoppa             | 1970        |
| 1958 | Én és az ezredes                                                   | Dr. Szicki                         | Ludwig Stössel           | 1981        |
| 1958 | Idegen a cowboyok között                                           | Ramón Guiteras                     | Alfonso Bedoya           | 1977        |
| 1958 | Rejtett erőd                                                       | Matashichi                         | Fudzsivara Kamatari      | 1976        |
| 1958 | Sabella unokája                                                    | N/A                                | N/A                      | 1968        |
| 1959 | A tehén és a fogoly                                                | Charles Bailly                     | Fernandel                | 1971        |
| 1959 | Játék a halál ellen                                                | N/A                                | N/A                      | 1978        |
| 1959 | Négyszáz csapás                                                    | „Petite Feuille”, a franciatanár   | Guy Decomble             | 1973        |
| 1959 | Tessék lapozni                                                     | Edward Halliday                    | Ted Ray                  | 1963        |
| 1960 | A francia nő és a szerelem                                         | Eugene Bazouche                    | Pierre-Jean Vaillard     | 1971        |
| 1960 | A nagy akció                                                       | N/A                                | N/A                      | 1964        |
| 1960 | Ember a Holdon                                                     | N/A                                | N/A                      | 1978        |
| 1960 | Kísértetkastély Spessartban                                        | N/A                                | N/A                      | 1973        |
| 1960 | Zazie a metrón (1. magyar szinkron)                                | Turandot                           | Hubert Deschamps         | 1973        |
| 1961 | A torpedó visszalő                                                 | Ranjid, villanyszerelő polgár      | Spike Milligan           | 1962        |
| 1961 | A világ minden aranya (2. magyar szinkron)                         | N/A                                | N/A                      | 1983        |
| 1961 | Az elnök                                                           | N/A                                | N/A                      | 1977        |
| 1961 | Fáklyásmenet                                                       | N/A                                | N/A                      | 1978        |
| 1961 | Fekete szombat                                                     | Belka                              | Josef Kemr               | 1967        |
| 1961 | Fracasse kapitány                                                  | Scapin                             | Louis de Funès           | 1972        |
| 1961 | Jövedelmező éjszaka                                                | Dr. Warren Kingsley, Sr.           | Charles Ruggles          | 1987        |
| 1961 | Kint vagyunk a vízből                                              | N/A                                | N/A                      | 1983        |
| 1961 | Majdnem baleset (2. magyar szinkron)                               | Birkinshaw tábornok                | Jon Pertwee              | 1977        |
| 1962 | A maffia parancsára (2. magyar szinkron)                           | Don Calogero, földeladó            | Francesco Lo Briglio     | 1978        |
| 1962 | A törvény balkeze (1. magyar szinkron)                             | N/A                                | N/A                      | 1964        |
| 1962 | Az epsomi úriember                                                 | Gaspard Ripeux                     | Louis de Funès           | 1980        |
| 1962 | Gengszterek és filantrópok                                         | Kopasz                             | Wojciech Rajewski        | 1963        |
| 1962 | Kisfiú a nagyvárosban                                              | N/A                                | N/A                      | 1972        |
| 1962 | Majom a télben                                                     | Landru, a boltos                   | Noël Roquevert           | 1979        |
| 1963 | A hóhér                                                            | N/A                                | N/A                      | 1967        |
| 1963 | A rendőrségen történt                                              | Főszerkesztő                       | Nyikolaj Prokopovics     | 1964        |
| 1963 | Bolond, bolond világ                                               | Pilóta                             | Ben Blue                 | 1977        |
| 1963 | Egy kis csibész viszontagságai (1. magyar szinkron)                | Bolti eladó                        | André Gaillard           | 1965        |
| 1963 | Félelem                                                            | Hadraba, műterem vezetőhelyettese  | Václav Lohniský          | 1964        |
| 1963 | Leleményes asszonyságok                                            | N/A                                | N/A                      | 1969        |
| 1963 | Rocambole                                                          | N/A                                | N/A                      | 1981        |
| 1964 | A házasságszédelgő                                                 | Holub felügyelő                    | Vlastimil Brodský        | 1967        |
| 1964 | A két veronai nemes                                                | Fürge                              | Manfred Lichtenfeld      | 1970        |
| 1964 | Az öreg hölgy látogatása                                           | Doktor                             | Paolo Stoppa             | 1978        |
| 1964 | Csintamánok                                                        | Dr. Vitanok                        | Vladimír Smeral          | 1967        |
| 1964 | Rózsaszín Párduc 2.: Felügyelő életveszélyben (1. magyar szinkron) | A fürdő recepciósa                 | Reginald Beckwith        | 1980        |
| 1965 | A nagy buli                                                        | Louis Bourdin                      | Bourvil                  | 1966        |
| 1965 | A rendkívüli osztály (2. magyar szinkron)                          | N/A                                | N/A                      | 1975        |
| 1965 | Azok a csodálatos férfiak a repülő masináikban                     | Jean Pascal                        | Davy Kaye                | 1977        |
| 1965 | Csengetnek, nyiss ajtót!                                           | Pavel Kolpakov, Genyka mostohaapja | Rolan Bikov              | 1966        |
| 1965 | Folytassa, cowboy! (1. magyar szinkron)                            | Josh, a temetkezési vállalkozó     | Davy Kaye                | 1966        |
| 1965 | Különös szívesség                                                  | N/A                                | N/A                      | 1978        |
| 1965 | Póruljárt jómadarak                                                | Arsène Baudu                       | Jean Lefebvre            | 1967        |
| 1966 | Becsületbeli ügy (2. magyar szinkron)                              | Liberato Piras                     | Lucien Raimbourg         | 1981        |
| 1966 | Egy kis kiruccanás                                                 | Stanislas LeFort                   | Louis de Funès           | 1986        |
| 1966 | Fekete péntek                                                      | George Whitney                     | Paul Hoffmann            | 1968        |
| 1966 | Fő az egészség!                                                    | N/A                                | Robert Blome             | 1975        |
| 1966 | Hárman egy díványon                                                | Követségi titkár                   | Fritz Feld               | 1981        |
| 1966 | Modesty Blaise                                                     | McWhirter / Abu Tahir sejk         | Clive Revill             | 1978        |
| 1966 | Senki sem akart meghalni                                           | N/A                                | N/A                      | 1976        |
| 1966 | Sógorom, a zugügyvéd (első-két magyar szinkron)                    | Dr. Krugman                        | Harry Davis              | 1968        |
| 1966 | Sógorom, a zugügyvéd (első-két magyar szinkron)                    | Purkey                             | Cliff Osmond             | 1976        |
| 1966 | Sógorom, a zugügyvéd (első-két magyar szinkron)                    | Doktor Schindler                   | Ned Glass                | 1976        |
| 1966 | Szigorúan ellenőrzött vonatok                                      | Zednicek tanácsnok                 | Vlastimil Brodský        | 1967        |
| 1967 | A hallgatag ember                                                  | Henry Mendez                       | Martin Balsam            | 1976        |
| 1967 | A Szent Péter-hadművelet (első-két magyar szinkron)                | N/A                                | N/A                      | 1970        |
| 1967 | A Szent Péter-hadművelet (első-két magyar szinkron)                | N/A                                | N/A                      | 1977        |
| 1967 | Juan kalandjai                                                     | N/A                                | N/A                      | 1969        |
| 1967 | Mezítláb a parkban (2. magyar szinkron)                            | N/A                                | N/A                      | 1976        |
| 1967 | Mi lesz veled emberke?                                             | N/A                                | N/A                      | 1969        |
| 1967 | Nemsokára itt a tavasz                                             | Savle                              | Karlo Szakangyelidze     | 1969        |
| 1967 | Szegény tehén (1. magyar szinkron)                                 | N/A                                | N/A                      | 1969        |
| 1967 | Tréfacsinálók                                                      | N/A                                | N/A                      | 1973        |
| 1968 | A hekus és azok a hölgyek                                          | Pinaud felügyelő                   | Paul Préboist            | 1969        |
| 1968 | A könnyűlovasság támadása                                          | N/A                                | N/A                      | 1970        |
| 1968 | A nagyon szomorú királylány (1. magyar szinkron)                   | N/A                                | N/A                      | 1974        |
| 1968 | A pap vége                                                         | N/A                                | N/A                      | 1969        |
| 1968 | Az Angyal elrablása (1. magyar szinkron)                           | N/A                                | N/A                      | 1978        |
| 1968 | Caroline, drágám                                                   | N/A                                | N/A                      | 1978        |
| 1968 | Galileo Galilei                                                    | Galileo Galilei                    | Cyril Cusack             | 1969        |
| 1968 | Ha… (2. magyar szinkron)                                           | N/A                                | N/A                      | 1989        |
| 1968 | Harc Rómáért                                                       | N/A                                | N/A                      | 1969        |
| 1968 | Majd a Leontine!                                                   | N/A                                | N/A                      | 1982        |
| 1968 | Nyugodt vakáció                                                    | N/A                                | N/A                      | 1974        |
| 1968 | Ölj meg, csak csókolj!                                             | Pap                                | N/A                      | 1969        |
| 1968 | Pajzs és kard                                                      | N/A                                | N/A                      | 1968        |
| 1968 | Serafino                                                           | N/A                                | N/A                      | 1982        |
| 1968 | Szeszélyes nyár                                                    | Hugo őrnagy                        | Vlastimil Brodský        | 1969        |
| 1968 | Viktor Csernyisev három napja                                      | N/A                                | N/A                      | 1969        |
| 1969 | A karbonárik (1. magyar szinkron)                                  | Katona #2                          | N/A                      | 1971        |
| 1969 | A Télapót Willinek hívták                                          | Ferdinand, a bohóc                 | Jirí Vrstála             | 1976        |
| 1969 | Egy királyi álom                                                   | Cicero                             | Sam Levene               | 1975        |
| 1969 | Grisa őrmester                                                     | N/A                                | N/A                      | 1970        |
| 1969 | Maigret felügyelő nyomoz – III/3. rész: Éjszaka az országút mentén | Michonnet                          | André Gille              | 1978        |
| 1969 | Nemo kapitány és a víz alatti város                                | Swallow Bath                       | Kenneth Connor           | 1973        |
| 1969 | Piroszmani                                                         | N/A                                | N/A                      | 1975        |
| 1969 | Tóni, elment az eszed!                                             | N/A                                | N/A                      | 1969        |
| 1970 | A csibész (1. magyar szinkron)                                     | Charles                            | Charles Gérard           | 1979        |
| 1970 | Fehérmellényes urak                                                | Pietsch                            | Rudolf Platte            | 1977        |
| 1970 | Maigret felügyelő nyomoz – IV/3. rész: Maigret                     | Audiat                             | Rogers                   | 1978        |
| 1970 | Mozigyilkos                                                        | N/A                                | N/A                      | 1981        |
| 1970 | Szent Lukács visszatérése                                          | N/A                                | N/A                      | 1976        |
| 1970 | Veszélyes riport                                                   | N/A                                | N/A                      | 1975        |
| 1971 | A látogatás                                                        | Olewski                            | Wiesław Michnikowski     | 1974        |
| 1971 | A munkásosztály a Paradicsomba megy                                | N/A                                | N/A                      | 1973        |
| 1971 | A rend gyilkosai                                                   | Véricel                            | Marius Laurey            | 1972        |
| 1971 | Elszakadás (1. magyar szinkron)                                    | Larry Tyne                         | Buck Henry               | 1975        |
| 1971 | Farkasok és bárányok                                               | Csugunov                           | Rudolf Schündler         | 1976        |
| 1971 | Felszarvazták őfelségét! (1. magyar szinkron)                      | Szolga                             | N/A                      | 1983        |
| 1971 | Fennakadva a fán (1. magyar szinkron)                              | Rádióriporter                      | Paul Préboist            | 1975        |
| 1971 | Francia kapcsolat                                                  | Villamosvezető                     | William Coke             | 1980        |
| 1971 | Halál a kanyarban                                                  | N/A                                | N/A                      | 1972        |
| 1971 | Harkály                                                            | N/A                                | N/A                      | 1972        |
| 1971 | Kezed melegével                                                    | N/A                                | N/A                      | 1972        |
| 1971 | Lépj olajra!                                                       | N/A                                | N/A                      | 1979        |
| 1971 | Szoba Párizsban                                                    | Leonard                            | Robert Dhéry             | 1978        |
| 1971 | Tudósítás az alvilágból                                            | N/A                                | N/A                      | 1973        |
| 1972 | A császár új ruhája                                                | N/A                                | N/A                      | 1976        |
| 1972 | A favágás balladája                                                | Błaszczyk                          | Bolesław Płotnicki       | 1975        |
| 1972 | A felső tízezer                                                    | Lord #1                            | Julian D’Albie           | 1976        |
| 1972 | A gladiátor                                                        | N/A                                | N/A                      | 1974        |
| 1972 | A hős falu                                                         | N/A                                | N/A                      | 1977        |
| 1972 | A postamester                                                      | Virin, a postamester               | Nyikolaj Pasztuhov       | 1975        |
| 1972 | Alfredo, Alfredo (1. magyar szinkron)                              | Egyik borbély                      | N/A                      | 1974        |
| 1972 | Hat medve és a bohóc                                               | N/A                                | N/A                      | 1973        |
| 1972 | Híres szökések – 2. rész: A sakkjátékos                            | Stoka                              | saját hangján szólal meg | 1974        |
| 1972 | Luxemburg grófja                                                   | Basil herceg                       | Erich Kunz               | 1975        |
| 1972 | Magányos szívek                                                    | N/A                                | N/A                      | 1977        |
| 1972 | Magas szőke férfi felemás cipőben                                  | Hüvelyk Matyi                      | Jean Saudray             | 1974        |
| 1972 | Ostromállapot                                                      | Taxis                              | Fernando Gallardo        | 1974        |
| 1972 | Tizenkét hónap (1. magyar szinkron)                                | N/A                                | N/A                      | 1975        |
| 1973 | A csodálatos kincs                                                 | Bíró                               | Fritz Diez               | 1978        |
| 1973 | A Dominici-ügy                                                     | Paul Maillet                       | Jacques Rispal           | 1974        |
| 1973 | A nagy balhé (1. magyar szinkron)                                  | J.J. Singleton                     | Ray Walston              | 1985        |
| 1973 | Az ügyefogyott Rómeó                                               | N/A                                | N/A                      | 1975        |
| 1973 | Felismerés                                                         | N/A                                | N/A                      | 1976        |
| 1973 | Olaszok hihetetlen kalandjai Leningrádban                          | Rosario Agrò                       | Tano Cimarosa            | 1975        |
| 1973 | Ki kicsoda?                                                        | Szállodaigazgató                   | Václav Lohniský          | 1976        |
| 1973 | Rejtett forrás                                                     | Rychtár Bittner                    | Karol Machata            | 1974        |
| 1973 | Vörös kányafa                                                      | N/A                                | N/A                      | 1975        |
| 1974 | Ahová lépek, ott fű nem terem                                      | Grégoire                           | Bruno Balp               | 1978        |
| 1974 | Az Alhambra meséi                                                  | N/A                                | N/A                      | 1978        |
| 1974 | Miért ölnek meg egy bírót? (1. magyar szinkron)                    | Tano Barra                         | Tano Cimarosa            | 1976        |
| 1974 | Minek ugrálni?                                                     | Herb Scanell                       | Sean Sullivan            | 1990        |
| 1974 | Musical múzeum                                                     | Fred Astaire                       | Fred Astaire             | 1986        |
| 1974 | Szenzáció! (1. magyar szinkron)                                    | Duffy                              | John Furlong             | 1980        |
| 1975 | A Scotland Yard vendége (1. magyar szinkron)                       | Tom, a masszőr                     | Peter Porteous           | 1976        |
| 1975 | Áfonya, a vagány                                                   | Fidget                             | Szavelij Kramarov        | 1977        |
| 1975 | Aki esőben ment el                                                 | N/A                                | N/A                      | 1976        |
| 1975 | Éjfélkor indul útjára a gyönyör (1. magyar szinkron)               | N/A                                | N/A                      | 1975        |
| 1975 | Gyémánt-akció                                                      | Sztyopanszkij                      | Vlagyimir Oszenyev       | 1977        |
| 1975 | Így kezdődik a szerelem                                            | Prejza                             | Václav Babka             | 1977        |
| 1975 | Lázroham                                                           | N/A                                | N/A                      | 1976        |
| 1975 | Olyan, mint a többi szombat                                        | N/A                                | N/A                      | 1977        |
| 1975 | Zsarutörténet (1. magyar szinkron)                                 | A fogadó tulajdonosa               | Jacques Marin            | 1976        |
| 1975 | Zsoldoskatona                                                      | Bracalone da Napoli                | Enzo Cannavale           | 1977        |
| 1976 | A kék madár                                                        | Tyl nagypapa                       | Will Geer                | 1978        |
| 1976 | Akiket a forró szenvedély hevít                                    | Pap                                | Guido Spadea             | 1978        |
| 1976 | Családi összeesküvés                                               | Wood püspök                        | William Prince           | 1986        |
| 1976 | Csúfak és gonoszak                                                 | A felügyelő                        | Francesco Crescimone     | 1979        |
| 1976 | Fiacskám, én készültem! (1. magyar szinkron)                       | Plha                               | Josef Kemr               | 1978        |
| 1976 | Muppet Show – I/1. rész: Juliet Prowse                             | Statler (hang)                     | Richard Hunt             | 1979        |
| 1976 | Muppet Show – I/3. rész: Joel Grey                                 | Statler (hang)                     | Richard Hunt             | 1979        |
| 1976 | Muppet Show – I/12. rész: Peter Ustinov (1. magyar szinkron)       | Statler (hang)                     | Richard Hunt             | 1979        |
| 1976 | Muppet Show – I/13. rész: Bruce Forsyth                            | Statler (hang)                     | Richard Hunt             | 1980        |
| 1976 | Muppet Show – I/16. rész: Avery Schreiber                          | Statler (hang)                     | Richard Hunt             | 1980        |
| 1976 | Száguldás gyilkosságokkal (1. magyar szinkron)                     | Ralston, poggyászhordó a vonaton   | Scatman Crothers         | 1978        |
| 1977 | Az együttélés viszontagságai                                       | Logopédus                          | Rolan Bikov              | 1981        |
| 1977 | Az új tanítónő                                                     | Apa                                | Szergej Ponacsevnij      | 1981        |
| 1977 | Égből hullott ajándék                                              | Alfred Eisenhardt                  | Heinz Rühmann            | 1985        |
| 1977 | Holnap felkelek, és leforrázom magam teával (1. magyar szinkron)   | N/A                                | N/A                      | 1980        |
| 1977 | Kadkinról mindenki tud                                             | Kum                                | Borisz Novikov           | 1978        |
| 1977 | Szeresd, vagy hagyd el                                             | N/A                                | N/A                      | 1978        |
| 1978 | A versenyló elrablása                                              | Ata aga                            | Ata Dovletov             | 1980        |
| 1978 | Csatár a pácban                                                    | Lozerand                           | Paul Le Person           | 1981        |
| 1978 | Johanna és az öregei                                               | Henri                              | Robert Rivard            | 1980        |
| 1978 | Konvoj                                                             | Kékinges, Patkány társa            | Whitey Hughes            | 1979        |
| 1978 | Teresa Hennert románca                                             | Zenekari vezető                    | N/A                      | 1979        |
| 1979 | Brekiék Hollywoodban                                               | Statler (hang)                     | Richard Hunt             | 1982        |
| 1979 | Kína-szindróma                                                     | Ted Spindler                       | Wilford Brimley          | 1983        |
| 1979 | Muppet-show                                                        | Statler (hang)                     | Richard Hunt             | 1981        |
| 1980 | A kristálytükör meghasadt (1. magyar szinkron)                     | Tiszteletes                        | Charles Lloyd Pack       | 1985        |
| 1980 | Vétlen áldozatok                                                   | Tom Moloney                        | Cyril Cusack             | 1984        |
| 1981 | Tűzszekerek                                                        | Sam Mussabini                      | Ian Holm                 | 1982        |
| 1984 | Az első lovashadsereg                                              | Szucskov                           | Vlagyimir Kaspur         | 1986        |
| 1984 | Broadway Danny Rose                                                | Herbie Jayson                      | Robert Weil              | 1986        |
| 1984 | Miss Marple történetei 01.: Holttest a könyvtárszobában            | Sir Henry Clithering               | Raymond Francis          | 1987        |
| 1985 | Kulcs a Manderley-házhoz, avagy fedőneve Rebecca                   | Gaafar                             | Marne Maitland           | 1993        |
| 1985 | Selyemgubó                                                         | Joseph „Joe” Finley                | Hume Cronyn              | 1990        |
| 1986 | Kemény fickók                                                      | Leon B. Little                     | Eli Wallach              | 1989        |
| 1988 | 29-es vágány (1. magyar szinkron)                                  | Dr. Bernard Fairmont               | Seymour Cassel           | 1989        |
| 1989 | Tango és Cash                                                      | Gépkocsi-tulajdonos                | Szavelij Kramarov        | 1990        |
| 1993 | Az utolsó akcióhős (1. magyar szinkron)                            | Nick                               | Robert Prosky            | 1993        |

### Sorozatok
| Év   | Cím                         | Szereplő          | Színész            | Szinkron év |
| ---- | --------------------------- | ----------------- | ------------------ | ----------- |
| ?    | Történetek a zenéről 1-4.   | N/A               | N/A                | 1981        |
| 1963 | Parittyás Thierry I.        | Martin            | Clément Michu      | 1971        |
| 1965 | A rózsák háborúja           | Jack Cade         | Roy Dotrice        | 1970        |
| 1967 | A Forsyte Saga              | Shropshire márki  | George Benson      | 1970        |
| 1967 | Vidocq                      | Jacquelin         | Paul Gay           | 1968        |
| 1971 | Bel Ami                     | N/A               | N/A                | 1976        |
| 1971 | Porlepte históriák          | N/A               | N/A                | 1974        |
| 1973 | A tavasz tizenhét pillanata | Klaus             | Lev Durov          | 1974        |
| 1976 | A hugenották kincse 1-5.    | N/A               | N/A                | 1979        |
| 1976 | Gyökerek                    | Fiddler           | Louis Gossett, Jr. | 1979        |
| 1977 | A názáreti Jézus 1-4.       | Arimatheai József | James Mason        | 1990        |
| 1980 | Elátkozottak városa 1-7.    | Hennessy          | Brendan Cauldwell  | 1983        |

### Rajzfilmek
| Év   | Cím                                           | Szereplő            | Szinkronhang   | Szinkron év |
| ---- | --------------------------------------------- | ------------------- | -------------- | ----------- |
| 1937 | Hófehérke és a hét törpe (1. magyar szinkron) | Szende              | Scotty Mattraw | 1962        |
| 1967 | A dzsungel könyve                             | Majom #3            | Leo De Lyon    | 1979        |
| 1969 | Csizmás Kandúr                                | Szőke kaszáló férfi | N/A            | 1976        |
| 1983 | Hupikék törpikék – Töpolimpia                 | Hókuszpók bácsikája | Michael Bell   | 1991        |
| 1985 | Maci Laci kincset keres I. (rajzfilmsorozat)  | Merlin              | Don Messick    | 1991        |
| 1991 | A szépség és a szörnyeteg                     | Maurice             | Rex Everhart   | 1992        |

## Hangjátékok
- Lev Tolsztoj: Feltámadás (1958)
- Vörösmarty Mihály: Csongor és Tünde (1958)
- William Shakespeare: Rómeó és Júlia (1961)
- Karinthy Ferenc: Hátország (1964)
- Mesél a Shakespeare-i erdő (1965)
- William Shakespeare: Szentivánéji álom (1965)
- Imre Gábor-Bojcsuk, Vladimir: Hotel Atom (1966)
- Mihail Solohov: Csendes Don (1967)
- Vera Panova: Szállnak az évek (1967)
- Kozmac-Mejak: Tantadruj (1968)
- Gleb Uszpenszkij: Az őrházikó (1971)
- Sőtér István: Eötvös József élete és művészete (1971)
- Vészi Endre: Kirakatrendezés (1973)
- Zdenek Sverák: A három autó (1973)
- Dahl-Lundberg: A lyukasztós bérlet (1974)
- Nagy Lajos: A tanítvány (1974)
- Vészi Endre: Földszint és emelet (1974)
- Gyurkovics Tibor: Óriáskifli (1975)
- Lázár Ervin: Gyere haza Mikkamakka! (1975)
- Vihar Béla: A kék tündér hídja (1975)
- Erich Kästner: Emil és a detektívek (1976)
- Krista Bendová: Egy öreg ház három csodája (1976)
- Lornsen Boy: Robi, Tóbi és a Töfröcsó (1976)
- Csurka István: Sárkefe (1976)
- Király László: Kék farkasok (1976)
- Joachim Walther: A zöldövezet (1976)
- Csörsz István: A bolond kutya gazdája (1977)
- Gogol: A köpönyeg (1977)
- Rákosy Gergely: Csak egy csap (1977)
- Miguel Angel Asturias: A zöld pápa (1978)
- Pierre-Augustin Beumarchais: Figaro házassága (1978)
- Victor Hugo: Nyomorultak (1978)
- Geoffrey Chaucer : Canterbury mesék (1979)
- Vészi Endre: A sárga telefon (1979)
- Kopányi György: A veronai vén (1980)
- Lendvay György: Holnap kupaszerda (1980)
- Teleki László: Kegyenc (1980)
- Bohumil Hrabal: Sörgyári capriccio (1981)
- Josef és Carel Capek: Rovarok (1981)
- Török Gyula: A zöldköves gyűrű (1981)
- Zoltán Péter: Melankólia (1981)
- Gordan Mihic: Kis árva agrak (1982)
- Juhan Smuul: A zugkapitány (1982)
- Dékány András: Kossuth Lajos tengerésze (1983)
- Kellér Andor: A rulettkirály (1983)
- Hegedűs Tibor: Találkozás a Hitchcock-klubban (1984)
- Mikszáth Kálmán: Galamb a kalitkában (1984)
- Gyárfás Endre: Forgattam kormányt és tollat (1985)
- Rideg Sándor: Indul a bakterház (1985)
- Aleksandar Obrenovic: A konjunktúra mámorító illata (1987)
- Franz Fühmann: A kékfényű lámpás (1987)
- Jókai Mór: Egy hírhedett kalandor a XVII. századból (1987)
- Rákosy Gergely: Az óriástök (1987)
- William Butler Yeats: A színészkirálynő (1987)
- Krúdy Gyula: A vörös postakocsi (1988)
- Mándy Iván: Áramszünet (1988)
- Gárdonyi Géza: Zivatar Pékéknél (1989)
- Etűdök sörösüvegekre (1990)
- Szekér András: A háromfejű (1990)
- Mattyasovszky Jenő: Hód fogságban (1990)
- Bodor Ádám: Két titok (1991)
- Fromaget: A Próféta rokona (1991)
- Marsall László: Kluzsinszky és Bohus bolyongása a lépcsőházban (1991)
- Rejtő Jenő: Az őrszem (1991)
- Tatay Sándor: A szezon vége (1991)

## Díjai
- Jászai Mari-díj (1959)
- SZOT-díj (1978)
- Érdemes művész (1979)
- Kiváló művész (1988)
- Aase-díj (1990)